# Serie A (Italia) 2000-01
La Serie A 2000–01 fue la 99.ª edición del campeonato de fútbol de más alto nivel en Italia y la 69.ª bajo el formato de grupo único.

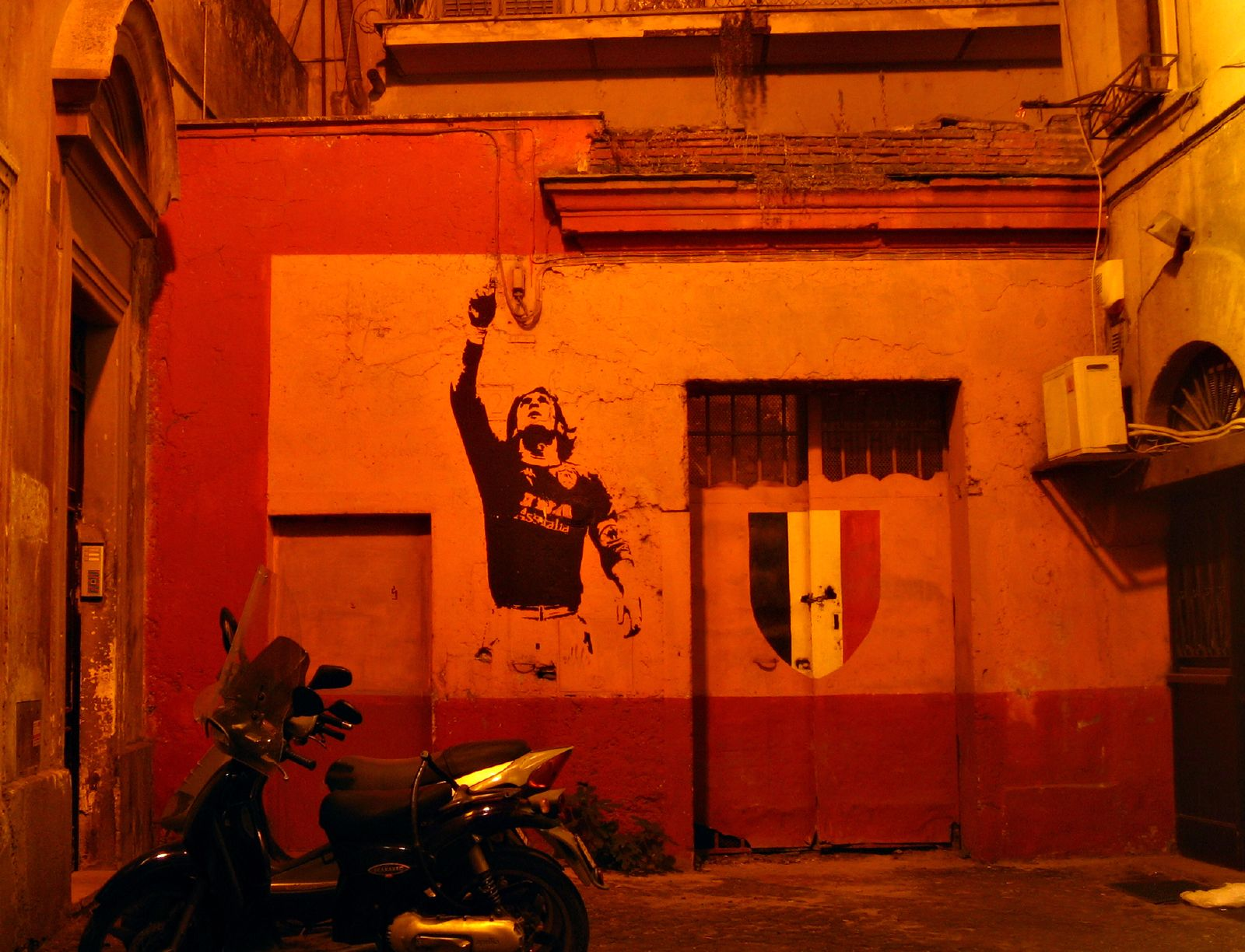
Dibujos en una casa romana celebrando a Totti y el tercer scudetto de A.S. Roma.

En la temporada 2000-01, la Serie A, la máxima categoría profesional de fútbol italiano, estaba compuesta por 18 equipos, por la 13.ª vez consecutiva desde la temporada 1988-89.
Los primeros dos equipos calificaron directamente a la Liga de Campeones de la UEFA, los equipos de los puestos 3.º y 4.º jugaron la en la Liga de Campeones, los equipos del 5.º y 6.º puesto calificaron para la Copa de la UEFA, mientras que los últimos 4 equipos descendieron a la Serie B.
A.S. Roma ganó su primer scudetto desde la temporada 1982/83, su tercer título en total. Juventus FC quedó segundo, mientras que S.S. Lazio y Parma F.C. entraron en la ronda pre-calificatoria de la misma competición. Inter Milan, A.C. Milan y A.C. Fiorentina (como ganador de la Copa de Italia), obtuvieron acceso a la Copa de la UEFA 2001/02. Brescia entró en la Copa Intertoto de la UEFA.
Reggina Calcio, Vicenza Calcio, S. S. C. Napoli y A.S. Bari fueron relegados a la Serie B.

## Clasificación
| Pos. | Equipo         | Pts. | PJ | G  | E  | P  | GF | GC | Dif. | Clasificación o descenso                     |
| ---- | -------------- | ---- | -- | -- | -- | -- | -- | -- | ---- | -------------------------------------------- |
| 1    | Roma (C)       | 75   | 34 | 22 | 9  | 3  | 68 | 33 | +35  | Fase de grupos de la Liga de Campeones       |
| 2    | Juventus       | 73   | 34 | 21 | 10 | 3  | 61 | 27 | +34  | Fase de grupos de la Liga de Campeones       |
| 3    | Lazio          | 69   | 34 | 21 | 6  | 7  | 65 | 36 | +29  | Tercera ronda previa de la Liga de Campeones |
| 4    | Parma          | 56   | 34 | 16 | 8  | 10 | 51 | 31 | +20  | Tercera ronda previa de la Liga de Campeones |
| 5    | Inter de Milán | 51   | 34 | 14 | 9  | 11 | 47 | 47 | 0    | Primera ronda de la Copa de la UEFA          |
| 6    | Milan          | 49   | 34 | 12 | 13 | 9  | 56 | 46 | +10  | Primera ronda de la Copa de la UEFA          |
| 7    | Atalanta       | 44   | 34 | 10 | 14 | 10 | 38 | 34 | +4   |                                              |
| 8    | Brescia        | 44   | 34 | 10 | 14 | 10 | 44 | 42 | +2   | Tercera ronda de la Copa Intertoto           |
| 9    | Fiorentina     | 43   | 34 | 10 | 13 | 11 | 53 | 52 | +1   | Primera ronda de la Copa de la UEFA          |
| 10   | Bologna        | 43   | 34 | 11 | 10 | 13 | 49 | 53 | −4   |                                              |
| 11   | Perugia        | 42   | 34 | 10 | 12 | 12 | 49 | 53 | −4   |                                              |
| 12   | Udinese        | 38   | 34 | 11 | 5  | 18 | 49 | 59 | −10  |                                              |
| 13   | Lecce          | 37   | 34 | 8  | 13 | 13 | 40 | 54 | −14  |                                              |
| 14   | Hellas Verona  | 37   | 34 | 10 | 7  | 17 | 40 | 59 | −19  | Desempate por la permanencia                 |
| 15   | Reggina (D)    | 37   | 34 | 10 | 7  | 17 | 32 | 49 | −17  | Desempate por la permanencia                 |
| 16   | Vicenza (D)    | 36   | 34 | 9  | 9  | 16 | 37 | 51 | −14  | Descenso de categoría                        |
| 17   | Napoli (D)     | 36   | 34 | 8  | 12 | 14 | 35 | 51 | −16  | Descenso de categoría                        |
| 18   | Bari (D)       | 20   | 34 | 5  | 5  | 24 | 31 | 68 | −37  | Descenso de categoría                        |

 Fuente: [cita requerida]
Notas:
1. ↑  Fiorentina se clasificó para la primera ronda de la Copa de la UEFA 2001-02 por haber ganado la Coppa Italia 2000-01.

|            |
| Campeón    |
| A.S. Roma  |
| 3.º título |

## Resultados
|            | Atalanta | Bari | Bologna | Brescia | Fiorentina | Inter | Juventus | Lazio | Lecce | Milan | Napoli | Parma | Perugia | Reggina | Roma | Udinese | Verona | Vicenza |
| ---------- | -------- | ---- | ------- | ------- | ---------- | ----- | -------- | ----- | ----- | ----- | ------ | ----- | ------- | ------- | ---- | ------- | ------ | ------- |
| Atalanta   |          | 0-0  | 2-2     | 2-0     | 0-0        | 0-1   | 2-1      | 2-2   | 1-0   | 1-1   | 1-1    | 0-1   | 0-0     | 1-1     | 0-2  | 0-1     | 3-0    | 1-1     |
| Bari       | 0-2      |      | 2-0     | 1-3     | 2-1        | 1-2   | 0-1      | 1-2   | 3-2   | 1-3   | 0-1    | 0-1   | 3-1     | 2-1     | 1-4  | 2-1     | 1-1    | 2-2     |
| Bologna    | 0-1      | 4-2  |         | 1-0     | 1-1        | 0-3   | 1-4      | 2-0   | 2-2   | 2-1   | 2-1    | 2-1   | 3-2     | 2-0     | 1-2  | 1-1     | 1-0    | 1-1     |
| Brescia    | 0-3      | 3-1  | 0-0     |         | 1-1        | 1-0   | 0-0      | 0-1   | 2-2   | 1-1   | 1-1    | 0-0   | 1-0     | 4-0     | 2-4  | 3-1     | 1-0    | 2-1     |
| Fiorentina | 1-1      | 2-2  | 1-1     | 2-2     |            | 2-0   | 1-3      | 1-4   | 2-0   | 4-0   | 1-2    | 0-1   | 3-4     | 2-1     | 3-1  | 2-1     | 2-0    | 3-2     |
| Inter      | 3-0      | 1-0  | 2-1     | 0-0     | 4-2        |       | 2-2      | 1-1   | 0-1   | 0-6   | 3-1    | 1-1   | 2-1     | 1-1     | 2-0  | 2-1     | 2-0    | 1-1     |
| Juventus   | 2-1      | 2-0  | 1-0     | 1-1     | 3-3        | 3-1   |          | 1-1   | 1-1   | 3-0   | 3-0    | 1-0   | 1-0     | 1-0     | 2-2  | 1-2     | 2-1    | 4-0     |
| Lazio      | 0-0      | 2-0  | 2-0     | 2-1     | 3-0        | 2-0   | 4-1      |       | 3-2   | 1-1   | 1-2    | 1-0   | 3-0     | 2-0     | 0-1  | 3-1     | 5-3    | 2-1     |
| Lecce      | 0-2      | 2-0  | 0-0     | 0-3     | 1-1        | 1-2   | 1-4      | 2-1   |       | 3-3   | 1-1    | 1-2   | 2-2     | 2-1     | 0-4  | 2-1     | 4-2    | 3-1     |
| Milan      | 3-3      | 4-0  | 3-3     | 1-1     | 1-2        | 2-2   | 2-2      | 1-0   | 4-1   |       | 1-0    | 2-2   | 1-2     | 1-0     | 3-2  | 3-0     | 1-0    | 2-0     |
| Napoli     | 0-0      | 1-0  | 1-5     | 1-1     | 1-0        | 1-0   | 1-2      | 2-4   | 1-1   | 0-0   |        | 2-2   | 0-0     | 6-2     | 2-2  | 0-1     | 2-0    | 1-2     |
| Parma      | 2-0      | 4-0  | 0-0     | 3-0     | 2-2        | 3-1   | 0-0      | 2-0   | 1-1   | 2-0   | 4-0    |       | 5-0     | 0-2     | 1-2  | 2-0     | 1-2    | 0-2     |
| Perugia    | 2-2      | 4-1  | 1-3     | 2-2     | 2-2        | 2-3   | 0-1      | 0-1   | 1-1   | 2-1   | 1-1    | 3-1   |         | 1-1     | 0-0  | 3-1     | 1-0    | 1-0     |
| Reggina    | 1-0      | 1-0  | 2-1     | 0-3     | 1-1        | 2-1   | 0-2      | 0-2   | 0-1   | 2-1   | 3-1    | 2-0   | 0-2     |         | 0-0  | 1-1     | 1-1    | 1-0     |
| Roma       | 1-0      | 1-1  | 2-0     | 3-1     | 1-0        | 3-2   | 0-0      | 2-2   | 1-0   | 1-1   | 3-0    | 3-1   | 2-2     | 2-1     |      | 2-1     | 3-1    | 3-1     |
| Udinese    | 2-4      | 2-0  | 3-1     | 4-2     | 1-3        | 3-0   | 0-2      | 3-4   | 2-0   | 0-1   | 0-0    | 1-3   | 3-3     | 3-0     | 1-3  |         | 2-1    | 2-3     |
| Verona     | 2-1      | 3-2  | 5-4     | 2-1     | 2-1        | 2-2   | 0-1      | 2-0   | 0-0   | 1-1   | 2-1    | 0-2   | 2-1     | 0-3     | 1-4  | 1-1     |        | 1-0     |
| Vicenza    | 1-2      | 1-0  | 4-2     | 1-1     | 1-1        | 0-0   | 0-3      | 1-4   | 0-0   | 2-0   | 2-0    | 0-1   | 1-0     | 2-1     | 0-2  | 1-2     | 2-2    |         |

## Desempate por el descenso
| Equipo #1     | Resultado | Equipo #2 | Ida | Vuelta |
| ------------- | --------- | --------- | --- | ------ |
| Hellas Verona | 2-2       | Reggina   | 1-0 | 1-2    |

Reggina Calcio desciende a la Serie B.